# True Kings of Norway
True Kings of Norway – split pięciu wykonawców black metalowych wydany w 2000 roku przez Spikefarm Records. Na tym wydawnictwie znalazły się utwory takich zespołów jak Emperor, Dimmu Borgir, Immortal, Arcturus czy Ancient. Utwory z tego albumu pochodzą ze starszych wydawnictw zespołów.

## Lista utworów
1. Emperor – "The Ancient Queen" – 3:41
2. Emperor – "Witches Sabbath" – 5:56
3. Emperor – "Lord of the Storms (Evil Necro Voice from Hell Remix)" – 1:57
4. Immortal – "Diabolical Fullmoon Mysticism" – 0:40
5. Immortal – "Unholy Forces of Evil" – 4:27
6. Immortal – "The Cold Winds of Funeral Frost" – 3:44
7. Dimmu Borgir – "Inn i evighetens mørke (Part 1)" – 5:25
8. Dimmu Borgir – "Inn i evighetens mørke (Part 2)" – 2:07
9. Dimmu Borgir – Raabjørn speiler draugheimens skodde" – 5:03
10. Ancient – "Det glemte riket" – 6:53
11. Ancient – "Huldradans" – 5:56
12. Arcturus – "My Angel" – 5:55
13. Arcturus – "Morax" – 6:25

- Utwory od 1 do 3 pochodzą z minialbumu As the Shadows Rise zespołu Emperor.
- Utwory od 4 do 6 pochodzą z minialbumu Immortal grupy o tej samej nazwie.
- Utwory od 7 do 9 pochodzą z minialbumu Inn I Evighetens Mørke zespołu Dimmu Borgir.
- Utwory 10 i 11 pochodzą z minialbumu Det Glemte Riket grupy Ancient.
- Utwory 12 i 13 pochodzą z minialbumu My Angel grupy Arcturus.

## Twórcy

### Skład grupy Emperor
- Ihsahn – wokal, gitara
- Samoth – gitara
- Mortiis – gitara basowa
- Faust – perkusja

### Skład Dimmu Borgir
- Silenoz – wokal, gitara
- Tjodalv – gitara
- Brynjard Tristan – gitara basowa
- Shagrath – perkusja

### Skład Immortal
- Abbath – wokal, gitara
- Demonaz – gitara
- Armagedda - perkusja

### Skład Arcturus
- Marius Vold – wokal, gitara basowa
- Sverd – gitara, instrumenty klawiszowe
- Hellhammer – perkusja

### Skład Ancient
- Aphazel – gitara, gitara basowa, instrumenty klawiszowe
- Grimm – wokal, perkusja